# Ambassade du Mexique en Pologne
L'ambassade du Mexique en Pologne est la représentation diplomatique de les États-Unis mexicains auprès de la République de Pologne.
L'ambassadeur est, depuis 2021, Juan Sandoval Mendiolea.

## Histoire
Les relations diplomatiques entre le Mexique et la Pologne ont été établies en 1928. Dans les années 1929-1930, il y avait un consulat mexicain à Varsovie, la Pologne tomba sous la juridiction de la légation mexicaine à Prague, et en 1930, le gouvernement mexicain ouvrit une légation à Varsovie. En 1960, elle reçut le rang d'ambassade.

## Ambassade
Elle est située Aleje Jerozolimskie 123a, 20e étage en Varsovie.